# Cerdistus blascozumetai
Cerdistus blascozumetai är en tvåvingeart som beskrevs av Weinberg och Bachli 2001. Cerdistus blascozumetai ingår i släktet Cerdistus och familjen rovflugor.
Artens utbredningsområde är Spanien. Inga underarter finns listade i Catalogue of Life.